# Masoud Khalili
Masoud Khalili, o Massoud Khalili o Masud Khalili (en persa: مسعود خلیلی‎,  Jabal Saraj 5 de noviembre de 1950) es un diplomático, lingüista y poeta afgano. Khalili es hijo del famoso poeta laureado en lengua persa y afgano, Ústad Khalilullah Khalili. En la  contra los soviéticos de 1980 a 1990, fue el jefe político del Partido Jamiat-e Islami de Afganistán y asesor cercano del comandante Ahmad Shah Masud. En el conflicto interno que siguió a la invasión, eligió ser el enviado especial en Pakistán del presidente Burhanuddin Rabbani. Deportado de su país por su alto rango en la Alianza del Norte, viajó a Nueva Delhi en 1996 como embajador de Afganistán (Anti-Talibán) donde permaneció durante muchos años. Fue embajador no residente en Sri Lanka y Nepal al mismo tiempo.
El 9 de septiembre de 2001, Khalili estaba sentado junto a Ahmad Shah Masud cuando dos hombres que se hacían pasar por periodistas detonaron una bomba colocada en su cámara. Masud murió y Khalili resultó gravemente herido pero sobrevivió. Dos días después ocurrieron los atentados del 11 de septiembre. Tras su recuperación, fue nombrado embajador de Afganistán en Turquía y luego primer embajador de Afganistán en España.

## Biografía
Nacido en Jabal Saraj, Massoud Khalili creció en Kabul donde su padre enseñaba en la Universidad de Kabul. Como estudiante pasó cinco años en la India Khalili obtuvo su licenciatura en Delhi College y su maestría en Kirori Mal College en los años 70

## Carrera Política

### Resistencia contra la invasión soviética
Khalili era amigo y asesor de Ahmad Shah Masud, comandante de la resistencia conocido como el "León de Panjshir" contra la invasión soviética de Afganistán (1979-1989), ministro de defensa de Afganistán (1992 – 2001) y líder del Frente Unido (Alianza del Norte) contra los talibanes.
Khalili y Masud se reunieron por primera vez en octubre de 1978 después de que la Revolución de Saur, de perfil comunista, derrocara al gobierno de Mohammed Daud Khan Khalili recuerda: "Hablamos sobre el pasado y el futuro. Yo hablaba más, tal vez porque era mayor, pero luego descubrí que escuchar era su hábito". Ambos hombres descubrieron rápidamente su interés compartido por la poesía.
Después de la reunión, Khalili se fue a vivir a los Estados Unidos durante dos años, donde su padre, Khalilullah Khalili, se desempeñaba como embajador en los Estados Unidos. En 1980 regresó a Afganistán para unirse a la resistencia de Ahmad Shah Masud contra la invasión soviética de Afganistán (1979-1989).

Khalili recuerda:
"Escribí en mi diario que encontré algo en él [Masud] muy vívido, distinguido y fuerte: la esperanza que tiene en la liberación de Afganistán. Escribí: "Él está en movimiento, y mientras observa el gran poder de los rusos y su arsenal, está planeando cómo derrotarlo con compromiso. [...] Hablamos sobre cómo llegar a la gente del mundo y convencerlos de que el pueblo afgano permanecería, ya sea que ayudaran o no. Permanecerían por voluntad propia y continuarían la lucha hasta la victoria, ya sea que otros lo desearan o no."

En la década de 1980, Masood Khalili se convirtió en portavoz e intérprete de Ahmad Shah Masud. Viajó por Afganistán, Pakistán y Europa como diplomático de la resistencia. Masud derrotó nueve grandes ofensivas del Ejército Rojo soviético. Cuando los soviéticos se retiraron de Afganistán, el Wall Street Journal lo llamó "el afgano que ganó la guerra fría".
Masood Khalili describe  el período posterior a la retirada soviética con las siguientes palabras: 

"La retirada comunista de Kabul marcó el final de una guerra y el comienzo de otra. Gulbuddin Hekmatyar estaba justo más allá de la capital, y ese capítulo sería muy oscuro, sangriento y brutal. [...] Fueron los peores años para nosotros, y creo que sin duda los peores para el comandante Masud. [...] Si nos remontamos a los años 1992 a 1996, encontramos este capítulo de Afganistán lleno de sangre. Pero, ¿por qué la gente lo llama guerra "civil"? [...] Desafortunadamente, Irán estaba ayudando a un grupo, Uzbekistán estaba ayudando a otro grupo y Pakistán estaba ayudando a otro - Hekmatyar. Formaron algo así como un consejo de solidaridad [...] El Comandante (que había sido nombrado ministro de Defensa afgano en 1992 por el acuerdo de paz y reparto del poder, los Acuerdos de Peshawar), estaba casi solo con sus propias fuerzas. [...] Las diversas fuerzas que luchaban contra el gobierno (también establecido por los Acuerdos de Peshawar) estaban todas apoyadas por países vecinos que tenían sus propios intereses y querían que luchemos entre nosotros [...]"

Masood Khalili volvió a trabajar con Masud como asesor, intérprete y enviado, "como un soldado sin arma", como él mismo lo llama .
En 1995, Khalili sirvió como enviado del gobierno del Estado Islámico de Afganistán a Pakistán para el presidente Burhanuddin Rabbani.
Las relaciones entre el Estado Islámico de Afganistán y Pakistán eran tensas debido al apoyo de este último a Gulbuddin Hekmatyar y los talibanes. A finales de 1995, el gobierno de Pakistán expulsó a Khalili en lo que el Washington Post llamó "la última señal de empeoramiento de las relaciones entre los dos países".
El 27 de septiembre de 1996, los talibánes tomaron el poder en Kabul con apoyo militar de Pakistán y apoyo financiero de Arabia Saudita y establecieron el Emirato Islámico de Afganistán (Emirato Islámico de Afganistán (1996-2001).
El Emirato talibán no recibió ningún reconocimiento diplomático de la comunidad internacional (excepto de Arabia Saudita, Pakistán y los Emiratos Árabes Unidos). Las Naciones Unidas y la comunidad internacional mantuvieron el reconocimiento del gobierno del Estado Islámico de Afganistán para el que trabajaba Masood Khalili. Los talibanes impusieron en las partes de Afganistán bajo su control su interpretación política y judicial del Islam, emitiendo edictos que prohibían a las mujeres trabajar fuera del hogar, asistir a la escuela o salir de sus hogares a menos que estuvieran acompañadas por un pariente masculino, entre muchas otras limitaciones.
La organización Médicos por los Derechos Humanos analizó:

Hasta donde sabemos, ningún otro régimen en el mundo ha obligado metódica y violentamente a la mitad de su población a un virtual arresto domiciliario, prohibiéndolos bajo pena de castigo físico.

El entonces ministro de defensa, Ahmad Shah Masud, creó el Frente Unido (Alianza del Norte) en oposición al régimen talibán. A la resistencia contra los talibanes se unieron líderes de todas las etnias y orígenes afganos. Los talibanes cometieron masacres matando a miles de civiles. Como consecuencia de ello, muchos civiles huyeron a la zona bajo el dominio de Ahmad Shah Masud.
National Geographic concluyó en su documental "Inside the Taliban" (Dentro de los talibanes):

"Lo único que se interpone en el camino de futuras masacres talibanes es Ahmad Shah Masud."

Khalili siguió siendo asesor de Ahmad Shah Masud. En 1996 fue nombrado embajador del Frente Unido en la India.

### 9 de septiembre de 2001
En septiembre de 2001, mientras se preparaba contra las ofensivas planeadas por los talibanes en la provincia de Takhar, Ahmad Shah Masud pidió a Masood Khalili que viniera a Takhar para asesorarlo.
Hablando con el corresponsal de la BBC Lyse Doucet Masood Khalili recordó la mañana del 9 de septiembre de 2001:
"La noche anterior (al asesinato) hablamos unas tres o cuatro horas hasta las 3.30 de la mañana. A esa hora me dijo: Abramos el libro y veamos qué pasa, un libro de poesía que tenía, Lo abrí - es una especie de adivinación, de Hafez, el gran poeta persa. Y sobre todo en Afganistán abrimos su libro El Diván de Hafez y vemos qué sucede con nuestro futuro. Y entonces lo abrí y decía que... Saca de tu corazón todos los hermanos de enemistad, planta el árbol y la semilla del amor. Esta noche ustedes dos están juntos. Valoren, muchas noches pasan, muchos días desaparecen. Ustedes dos no podrán volver a verse.
En otra parte recuerda:
"La... mañana alrededor de las diez vino a mi habitación. Mi pasaporte estaba sobre la cama. Me dijo que pusiera mi pasaporte en el bolsillo de mi camisa. [...] Fuimos al río que divide Asia central y Afganistán, el Amu Darya. Me dijo que dos árabes estaban allí para una entrevista... Entramos y él estaba a mi izquierda. El camarógrafo estaba frente a nosotros. Recuerdo la sonrisa piadosa del fotógrafo. ... Y después de cinco minutos él murió y yo sobreviví".
El 9 de septiembre de 2001, Khalili hizo de intérprete a Masud mientras era entrevistado por dos tunecinos supuestamente pertenecientes a al-Qaeda haciéndose pasar por periodistas. Durante la entrevista, el asesino suicida detonó una bomba escondida en la cámara de vídeo. Ahmad Shah Masud murió en el helicóptero que los llevaba a él y a Khalili al hospital. Otro colaborador de Masud también murió en el ataque. El diario Los Angeles Times escribe: "La explosión dejó a Khalili ciego del ojo derecho, sordo del oído derecho y gravemente quemado en gran parte de su cuerpo, que fue acribillado por unos 1000 fragmentos de metralla. Todavía quedan unas 300 piezas en su pierna izquierda". El pasaporte, que Masud le había ordenado que guardara en el bolsillo de su camisa, impidió que ocho fragmentos de metralla entraran en el corazón de Khalili y le salvó la vida.

## Actividades recientes
Después de la caída del régimen talibán en 2001, Masood Khalili se desempeñó como embajador de Afganistán en India de 2001 a 2006. En 2007 fue nombrado embajador en Turquía.
Para promover la cultura afgana, Khalili tradujo recientemente un libro de poemas de su padre Khalilullah Khalili al inglés.
Sobre la presencia de tropas extranjeras en Afganistán, habló en 2008.
"Esos muchachos que dan su vida por Afganistán; "niños" de Estados Unidos, Paises Bajos, Francia, etc. que dan su vida, siempre lo admiramos. [...] Ojalá él (Masud) pudiera estar vivo hoy, para ver el mundo que es ahora ayudando a Afganistán".
Sobre las luchas que enfrenta su país afirmó en 2006:
"Ningún país vecino debería volver a interferir, encubierta o abiertamente, con nosotros. Tienen el potencial de desestabilizarnos. Si esto se detiene, dejemos el país a los afganos. Cometeremos muchos errores, pero al final saldremos adelante. [...] Danos tiempo. Después de 25 años de guerra, al menos denos 20 años para volver a estar de pie. Esto no es fácil. La gente quiere vivir en paz. Ayúdanos con nuestra economía, sólo para que podamos levantarnos de nuevo. [...] Durante 25 años la gente ha visto la guerra. Hemos perdido 1,5 millones de personas. Imagínenselo: el dolor de la pérdida de un hermano, la pérdida de un hijo. Tenemos una frase de que nunca conocerás el fuego mientras no estés en él. Que Dios no ponga a ningún país en el fuego en el que estábamos".
Khalili fue nombrado embajador de Afganistán en España en 2010. En agosto de 2019, fue asaltado en la calle, en Barcelona, sufriendo una lesión en la pierna mientras estaba en la ciudad para asistir a las celebraciones que marcaban el día de la Independencia afgana.